# 張淑娟
張淑娟（1962年10月8日—）曾獲得中華民國小姐冠軍。

## 生平
張淑娟生於一個眷村軍人家庭，畢業於聖心女中以及實踐家專服裝設計系，之後成為華航空中乘务员。1988年參加中華民國小姐並獲得冠軍，同年代表台灣參選美亞國際小姐獲得最佳人緣獎，不過沒有進軍演藝圈，繼續擔任空姐。她也一度擔任過高爾夫球主播、東森電視節目主持人、中視《六燈獎》主持人、聖心女中心理輔導老師。張淑娟還開過服裝店，但生意不順。2000年起，張淑娟從開始畫畫，並辦過油畫展。2006年後入職台塑集團，擔任台塑生醫FORTE品牌經理、台塑生醫企劃處處長。2017年，張淑娟從台塑退休。2022年，張淑娟獲得東海大學美術研究所碩士學位。
2000年張淑娟嫁給醫生林靖哲，他是連勝文連襟林靖倫的哥哥。林靖哲之後棄醫從商，兩人逐漸產生隔閡，最終於2007年10月8日結束為期7年的婚姻。
2022年周玉蔻與蔡玉真指控蔣孝嚴曾於1999年12月5日在晶華酒店與張淑娟開房間，但張淑娟對此予以否認，同年9月26日張淑娟前往臺灣臺北地方檢察署按鈴申告周玉蔻與蔡玉真，12月28日張淑娟以告訴人身份出庭，2024年11月26日台北地方法院各判周玉蔻與蔡玉真兩人有期徒刑1年6月。